# Mistrzostwa Świata w Boksie Kobiet 2001
Mistrzostwa Świata w Boksie Kobiet 2001 – 1. edycja mistrzostw świata w boksie kobiet, która odbyła się w dniach 27 listopada–2 grudnia 2001 w amerykańskim mieście Scranton w stanie Pensylwania. W zawodach udział wzięło 125 pięściarek z 30 państw świata. Tabelę medalową wygrały Rosjanki z dorobkiem czterech wygranych kategorii wagowych. 

## Medalistki
| Mistrzostwa Świata w Boksie Kobiet 2001 | Mistrzostwa Świata w Boksie Kobiet 2001 | Mistrzostwa Świata w Boksie Kobiet 2001 | Mistrzostwa Świata w Boksie Kobiet 2001 | Mistrzostwa Świata w Boksie Kobiet 2001 |
| --------------------------------------- | --------------------------------------- | --------------------------------------- | --------------------------------------- | --------------------------------------- |
| Kategoria wagowa                        | Złoto                                   | Srebro                                  | Brąz                                    | Brąz                                    |
| –45 kg                                  | Jelena Sabitowa                         | Maria Norozenik                         | Camelia Negrea                          | Kim Peturson                            |
| –48 kg                                  | Hülya Şahin                             | Mary Kom                                | Jamie Behl                              | Carina Moreno                           |
| –51 kg                                  | Simona Galassi                          | Tammy DeLaforest                        | Katrin Enoksson                         | Diana Ungureanu                         |
| –54 kg                                  | Jelena Karpeczewa                       | Audrey Garcia                           | Wendy Broad                             | Renate Medby                            |
| –57 kg                                  | Zhang Maomao                            | Henriette Birkeland                     | Jeannine Garside                        | Alexandra Matheus                       |
| –60 kg                                  | Crystelle Samson                        | Tatiana Czalaja                         | Teuta Cuni                              | Amber Gideon                            |
| –63,5 kg                                | Frida Wallberg                          | Myriam Lamare                           | Cristina Cerpi                          | Donna Mancuso                           |
| –67 kg                                  | Irina Sinetskaja                        | Natalie Brown                           | Melanie Horne                           | Tristan Whiston                         |
| –71 kg                                  | Ivett Pruzsinszky                       | Natalia Kołpakowa                       | Nurcan Çarkçı                           | Irina Smirnowa                          |
| –75 kg                                  | Anna Laurell                            | Anita Ducza                             | Swietłana Andrejewa                     | Guo Shuai                               |
| –81 kg                                  | Olga Domouladzanowa                     | Viktoria Kovacs                         | Tanya Fowler                            | Faye Jacobs-Hollins                     |
| –90 kg                                  | Devonne Canady                          | Mária Kovács                            | Marija Reingard                         | Selma Yağcı                             |

### Tabela medalowa zawodów
| Mistrzostwa Świata w Boksie Kobiet 2001 | Mistrzostwa Świata w Boksie Kobiet 2001 | Mistrzostwa Świata w Boksie Kobiet 2001 | Mistrzostwa Świata w Boksie Kobiet 2001 | Mistrzostwa Świata w Boksie Kobiet 2001 | Mistrzostwa Świata w Boksie Kobiet 2001 | Mistrzostwa Świata w Boksie Kobiet 2001 |
| --------------------------------------- | --------------------------------------- | --------------------------------------- | --------------------------------------- | --------------------------------------- | --------------------------------------- | --------------------------------------- |
| #                                       | Państwo                                 | Złoto                                   | Srebro                                  | Brąz                                    | Łącznie                                 |                                         |
| 1                                       | Rosja                                   | 4                                       | 2                                       | 2                                       | 8                                       |                                         |
| 2                                       | Szwecja                                 | 2                                       | 0                                       | 2                                       | 4                                       |                                         |
| 3                                       | Węgry                                   | 1                                       | 4                                       | 0                                       | 5                                       |                                         |
| 4                                       | Kanada                                  | 1                                       | 1                                       | 7                                       | 9                                       |                                         |
| 5                                       | Stany Zjednoczone                       | 1                                       | 0                                       | 3                                       | 4                                       |                                         |
| 6                                       | Turcja                                  | 1                                       | 0                                       | 2                                       | 3                                       |                                         |
| 7                                       | Chiny                                   | 1                                       | 0                                       | 1                                       | 2                                       |                                         |
| 7=                                      | Włochy                                  | 1                                       | 0                                       | 1                                       | 2                                       |                                         |
| 9                                       | Francja                                 | 0                                       | 2                                       | 0                                       | 2                                       |                                         |
| 10                                      | Norwegia                                | 0                                       | 1                                       | 1                                       | 2                                       |                                         |
| 11                                      | Indie                                   | 0                                       | 1                                       | 0                                       | 1                                       |                                         |
| 11=                                     | Jamajka                                 | 0                                       | 1                                       | 0                                       | 1                                       |                                         |
| 13                                      | Rumunia                                 | 0                                       | 0                                       | 2                                       | 2                                       |                                         |
| 14                                      | Dania                                   | 0                                       | 0                                       | 1                                       | 1                                       |                                         |
| 14=                                     | Mołdawia                                | 0                                       | 0                                       | 1                                       | 1                                       |                                         |
| 14=                                     | Nowa Zelandia                           | 0                                       | 0                                       | 1                                       | 1                                       |                                         |
| #                                       | Łącznie                                 | 12                                      | 12                                      | 24                                      | 48                                      |                                         |